# Conny Pohlers
Conny Pohlers (* 16. November 1978 in Halle (Saale)) ist eine ehemalige deutsche Fußballspielerin. Die Stürmerin spielte im Laufe ihrer 20 Jahre langen Karriere, abgesehen von zwei Kurzstationen in den USA, 13 Jahre für den 1. FFC Turbine Potsdam, vier Jahre für den 1. FFC Frankfurt und drei Jahre für den VfL Wolfsburg in der Bundesliga. Mit den drei Vereinen gewann sie viermal die Champions League, fünfmal die deutsche Meisterschaft und sechsmal den DFB-Pokal, ehe sie im Sommer 2014 ihre Karriere beendete.
Von 2001 bis 2011 war sie in der deutschen Nationalmannschaft aktiv und wurde 2003 Weltmeisterin sowie 2005 Europameisterin.

## Sportliche Karriere

### Vereinsfußball
Conny Pohlers stammt aus einer Fußballerfamilie. Ihr Vater war auf lokaler Ebene aktiv, ihre Mutter war einmal Torschützenkönigin bei der BSG Chemie Buna Schkopau. Sie selbst begann im Alter von sieben Jahren beim FSV 67 Halle (bis 1990: BSG WBK 67 Halle-Neustadt) mit dem Fußballspielen im Verein. 1994 wechselte sie zum 1. FFC Turbine Potsdam. Nach einem Intermezzo beim TuS Niederkirchen 1997 kehrte sie nach Potsdam zurück. 2003 spielte sie bei Atlanta Beat in der amerikanischen Profiliga WUSA. Im Sommer 2007 wechselte sie zum 1. FFC Frankfurt. Kurz vor Beginn der Saison 2008/09 wurde bei Pohlers ein Knorpelschaden diagnostiziert, der sie zu einer Spielpause von über einem Jahr zwang. Erst im Oktober 2009 konnte sie in der 2. Mannschaft des 1. FFC Frankfurt ihr Comeback in einem Pflichtspiel feiern. Zur Saison 2011/12 wechselte sie zum VfL Wolfsburg, mit dem sie 2013 die deutsche Meisterschaft und den DFB-Pokal gewann. Am 11. Juni 2013 wurde bekanntgegeben, dass Pohlers auf Leihbasis zum NWSL-Franchise Washington Spirit wechselt. Nach der Saison 2013/14 beendete sie ihre Karriere.
Mit Potsdam wurde Pohlers zweimal deutsche Meisterin, fünfmal Pokalsiegerin und zweimal Hallenpokalsiegerin. 2002, 2006 und 2011 wurde sie Torschützenkönigin der Bundesliga. Größter Erfolg auf Vereinsebene war der Gewinn der UEFA Women’s Champions League in den Jahren 2005 (mit Potsdam), 2008 (mit Frankfurt), 2013 und 2014 (jeweils mit Wolfsburg). Bei der Wahl zur Fußballerin des Jahres 2006 belegte sie den zweiten Platz hinter Birgit Prinz.

### Nationalmannschaft
Mit insgesamt 30 Einsätzen ist Conny Pohlers die Rekordspielerin der U-21-Nationalmannschaft. 2002 errang sie beim Nordic Cup den zweiten Platz nach einer Finalniederlage gegen die USA.
Ihr Debüt in der Nationalmannschaft feierte sie am 10. Mai 2001 gegen Italien. Am 25. Oktober 2001 erzielte sie im Länderspiel gegen Portugal fünf Tore und übertraf damit die bisher von Heidi Mohr gehaltene Bestmarke.
Mit der Nationalmannschaft wurde sie 2003 Weltmeisterin. 2005 gewann sie die Europameisterschaft. Bei den Olympischen Spielen in Athen 2004 und in Peking 2008 gewann sie jeweils die Bronzemedaille. Für ihre sportlichen Erfolge wurde sie mit dem Silbernen Lorbeerblatt ausgezeichnet.
Im April 2007 wurde sie für das Spiel der „FIFA Women’s World Stars“ gegen die Chinesische Fußballnationalmannschaft der Frauen aus Anlass der Gruppen-Auslosung für die WM 2007 nominiert, bei dem sie in der vierten Minute das erste Tor schoss.

## Erfolge

### Verein
- Champions-League-Siegerin: 2005, 2008, 2013, 2014
- Deutsche Meisterin: 2004, 2006, 2008, 2013, 2014
- DFB-Pokal-Siegerin: 2004, 2005, 2006, 2008, 2011, 2013
- Torschützenkönigin der Bundesliga 2002, 2006, 2011
- zeitweise Rekordtorschützin der UEFA Women’s Champions League mit 48 Toren (mittlerweile Dritte)

### Nationalmannschaft
- Weltmeisterin 2003
- Europameisterin 2005
- Bronzemedaille bei Olympia 2004, 2008

## Privat
Conny Pohlers war Zeitsoldatin in der Sportfördergruppe der Bundeswehr in Warendorf. Sie ist staatlich anerkannte Erzieherin und absolvierte ein Sportmanagement-Fernstudium.
Im Juli 2014 gründete sie gemeinsam mit ihrer ehemaligen Mannschaftskollegin Navina Omilade sowie dem Sportmanager Philipp Schober die Sportmanagement-Agentur mainsoccer GmbH.
Am 22. April 2015 brachte sie einen Sohn zur Welt.